# ブチススキベラ
ブチススキベラ（学名 Anampses caeruleopunctatus）は、スズキ目ベラ科ススキベラ属の海水魚である。

## 特徴など
雄の体色は緑色で体側に黄色斑が入ることが多い。雌は体側や鰭に小さな青白い斑点が多数入る。尾鰭は湾入せず、尾鰭には横帯がない。また背鰭や臀鰭には雌雄ともに眼状斑を持たないことで見分けられる。地域変異もいくつか知られており、インド洋西部の個体はAnampses viridis、太平洋南東部の個体はAnampses pulcherという別種とされたこともある。

## 分布
千葉県館山湾(幼魚)、高知県、長崎県、男女群島、鹿児島県笠沙、琉球列島、尖閣諸島、南大東島。海外では済州島、台湾、東沙諸島、西沙諸島、海南島、インドー太平洋の広域に分布している。ハワイ諸島には近縁のAnampses cuvierが分布する。

## ヒトとのかかわり
観賞魚であるが、幼魚は食が細く、飼育が難しい。

## 文献
1. 1 2  中坊徹次 編『日本産魚類検索 全種の同定 第三版』東海大学出版会、2013年、1088-1136, 2045-2056頁。
2. 1 2  Rudie H. Kuiter (2015). Labridae fishes: Wrasses. Reef Builders Inc. and Aquatic photographics